# Gutierrezia spathulata
Gutierrezia spathulata là một loài thực vật có hoa trong họ Cúc. Loài này được (Phil.) Kurtz mô tả khoa học đầu tiên năm 1893.